# ITunes
 (транскр.  Ајтјунс) приватни је мултимедијални веб-систем познате америчке компаније Епл. Ради се о импресивно богатом сајту који садржи на десетине милиона дигиталних докумената. Од песама, преко филмова, подкастова, до електронских и звучних књига, телевизијских програма, универзитетских предавања и апликација за Еплове мобилне уређаје ајпод, ајпад и ајфон.

## Коришћење
Ајтјунс је хибридни систем који се може користити на два начина. Први је директно преко веб читача (енгл. browser) са PC, Мек или мобилних рачунара, док је други преко класичних и мобилних апликација које само читају мултимедијални садржај са веба. Нативне апликације нуде боље и богатије могућности од веб апликације, али захтевају претходно скидање са интернета и дугу инсталацију. Те апликације постоје за два популарна десктоп оперативна система Mac OS X и Windows, као и за Епл мобилни оперативни систем iOS. Апликације које имају велику зависност од веб садржаја спадају у посебну групу софтвера под називом RIA (Rich Internet Application).